# Lista de singles número um na Brasil Hot 100 em 2025
Esta é uma lista dos singles que alcançaram a primeira posição da Brasil Hot 100 em 2025. A Brasil Hot 100 é uma parada musical que classifica as canções mais ouvidas no Brasil. Seus dados são compilados pela Luminate e publicados pela revista Billboard Brasil. A parada é baseada na atividade de streaming dos principais serviços de música no Brasil em uma fórmula ponderada que incorpora fluxos oficiais apenas em assinaturas e camadas de serviços de áudio e vídeo com suporte de anúncios.

## Histórico
| Semana de       | Canção                               | Artista(s)                                                                     | Ref    |
| --------------- | ------------------------------------ | ------------------------------------------------------------------------------ | ------ |
| 4 de janeiro    | "Última Noite"                       | Léo Foguete                                                                    | [ 2 ]  |
| 11 de janeiro   | "Última Noite"                       | Léo Foguete                                                                    | [ 3 ]  |
| 18 de janeiro   | "Oh Garota Eu Quero Você Só Pra Mim" | MC Tuto, Oruam, Zé Felipe, DJ Lc Da Roça, Mc K9, Mc Rodrigo do Cn, Mc Pl Alves | [ 4 ]  |
| 25 de janeiro   | "Oh Garota Eu Quero Você Só Pra Mim" | MC Tuto, Oruam, Zé Felipe, DJ Lc Da Roça, Mc K9, Mc Rodrigo do Cn, Mc Pl Alves | [ 5 ]  |
| 1 de fevereiro  | "Última Noite"                       | Léo Foguete                                                                    | [ 6 ]  |
| 8 de fevereiro  | "Última Noite"                       | Léo Foguete                                                                    | [ 7 ]  |
| 15 de fevereiro | "Oh Garota Eu Quero Você Só Pra Mim" | MC Tuto, Oruam, Zé Felipe, DJ Lc Da Roça, Mc K9, Mc Rodrigo do Cn, Mc Pl Alves | [ 8 ]  |
| 22 de fevereiro | "Oh Garota Eu Quero Você Só Pra Mim" | MC Tuto, Oruam, Zé Felipe, DJ Lc Da Roça, Mc K9, Mc Rodrigo do Cn, Mc Pl Alves | [ 9 ]  |
| 1 de março      | "Oh Garota Eu Quero Você Só Pra Mim" | MC Tuto, Oruam, Zé Felipe, DJ Lc Da Roça, Mc K9, Mc Rodrigo do Cn, Mc Pl Alves | [ 10 ] |
| 8 de março      | "Oh Garota Eu Quero Você Só Pra Mim" | MC Tuto, Oruam, Zé Felipe, DJ Lc Da Roça, Mc K9, Mc Rodrigo do Cn, Mc Pl Alves | [ 11 ] |
| 15 de março     | "Resenha do Arrocha"                 | J. Eskine e Alef Donk                                                          | [ 12 ] |
| 22 de março     | "Mãe Solteira"                       | DG e Batidão Stronda, Mc Davi, J. Eskine                                       | [ 13 ] |
| 29 de março     | "Mãe Solteira"                       | DG e Batidão Stronda, Mc Davi, J. Eskine                                       | [ 14 ] |
| 5 de abril      | "Mãe Solteira"                       | DG e Batidão Stronda, Mc Davi, J. Eskine                                       | [ 15 ] |
| 12 de abril     | "Mãe Solteira"                       | DG e Batidão Stronda, Mc Davi, J. Eskine                                       | [ 16 ] |
| 19 de abril     | "Tubarões"                           | Diego & Victor Hugo                                                            | [ 17 ] |
| 26 de abril     | "Tubarões"                           | Diego & Victor Hugo                                                            | [ 18 ] |